# Diamond Jackson
Mela Kaye Dalton (Miami, 5 de julio de 1966) conocida como Diamond Jackson, es una actriz pornográfica estadounidense de ascendencia jamaiquina.

## Biografía
Diamond Jackson nació en julio de 1966 en Miami, Florida, Estados Unidos. Era un aficionada a los deportes y a la gimnasia, siendo porrista en la escuela secundaria donde estudió. Comenzó a realizar vídeos sexualmente explícitos a partir de la edad de 41 años, en 2007. Entre las principales empresas que han producido sus vídeos para adultos se cuentan Elegant Angel, Girlfriends Films o Evasive Angles. También ha trabajado para sitios web para adultos, como por ejemplo BangBros y Reality Kings.